# Marshalleilanden op de Olympische Zomerspelen 2020
De Marshalleilanden was een van de deelnemende landen aan de Olympische Zomerspelen 2020 in Tokio, Japan.

## Atleten
| sport   | vrouwen | mannen | totaal |
| ------- | ------- | ------ | ------ |
| Zwemmen | 1       | 1      | 2      |
| totaal  | 1       | 1      | 2      |

## Sporten

### Zwemmen
Mannen
| atleet         | onderdeel       | series | series | halve finale   | halve finale   | finale         | finale         |
| atleet         | onderdeel       | tijd   | rang   | tijd           | rang           | tijd           | rang           |
| -------------- | --------------- | ------ | ------ | -------------- | -------------- | -------------- | -------------- |
| Phillip Kinono | 50 m vrije slag | 27,86  | 70     | niet geplaatst | niet geplaatst | niet geplaatst | niet geplaatst |

Vrouwen
| atlete           | onderdeel        | series | series | halve finale   | halve finale   | finale         | finale         |
| atlete           | onderdeel        | tijd   | rang   | tijd           | rang           | tijd           | rang           |
| ---------------- | ---------------- | ------ | ------ | -------------- | -------------- | -------------- | -------------- |
| Colleen Furgeson | 100 m vrije slag | 58,71  | 44     | niet geplaatst | niet geplaatst | niet geplaatst | niet geplaatst |